# Nuculanoidea
Super-famille
Les Nuculanoidea sont une super-famille de mollusques bivalves.

## Liste des familles
Selon World Register of Marine Species (15 décembre 2018) :
- famille Cucullellidae P. Fischer, 1886 †
- famille Isoarcidae Keen, 1969 †
- famille Lametilidae Allen & Sanders, 1973
- famille Malletiidae H. Adams & A. Adams, 1858 (1846)
- famille Neilonellidae Schileyko, 1989
- famille Nuculanidae H. Adams & A. Adams, 1858 (1854)
- famille Phaseolidae Scarlato & Starobogatov, 1971
- famille Polidevciidae Kumpera, Prantl & Růžička, 1960 †
- famille Pseudocyrtodontidae Maillieux, 1939 †
- famille Siliculidae Allen & Sanders, 1973
- famille Strabidae Prantl & Růžička, 1954 †
- famille Tindariidae Verrill & Bush, 1897
- famille Yoldiidae Dall, 1908